# Czerniowce

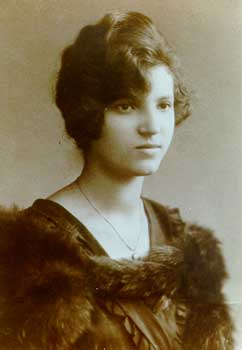
Rose Ausländer w 1918 roku

Czerniowce (ukr. Чернівці, rum. Cernăuți, ros. Черновцы, jid. טשערנאָוויץ, orm. Չերնովեց, niem. Czernowitz/Tschernowitz) – miasto w południowo-zachodniej części Ukrainy w Bukowinie północnej nad Prutem. Siedziba obwodu czerniowieckiego.

## Historia
Pierwsza wzmianka historyczna o mieście pochodzi z 1408. Wykopaliska wskazują, że w XII wieku istniała tu osada. Od połowy XIV wieku część Mołdawii, często najeżdżanej przez Tatarów i Turków. Od XVI wieku miasto wraz z całą Mołdawią znajdowało się pod zwierzchnością Turcji. W 1509 zostało spustoszone przez oddziały hetmana wielkiego koronnego Mikołaja Kamienieckiego w odwecie za najazd hospodara mołdawskiego Bogdana Ślepego na rejon Tarnopola i Podhajec.
Miasto zostało przyłączone do Austrii w 1775, a w 1849 stało się stolicą Księstwa Bukowiny – kraju koronnego Cesarstwa Austrii. W drugiej połowie XIX wieku liczne osadnictwo niemieckie. W latach 1866–1874 oraz 1887–1905 burmistrzem miasta był Antoni Kochanowski, drugi po Jakubie von Pietrowiczu Polak na tym stanowisku.
W 1875 powstał Uniwersytet w Czerniowcach imienia Franciszka Józefa, gdzie nauczano w językach: niemieckim, rumuńskim i ukraińskim, z licznym udziałem studentów żydowskich.
Podczas I wojny światowej zajęte przez Rosjan w kwietniu 1916 roku, przez półtora roku było na linii frontu. W latach 1918–1940 należało do Rumunii.
W 1930 roku miasto miało 112 427 mieszkańców, a skład narodowościowy przedstawiał się następująco: Żydzi 38%, Rumuni 27%, Niemcy 15%, Ukraińcy (Rusini) 10%, Polacy 8%, Rosjanie 1,3%. W liczbie Polaków ujęto też kilkuset polskich Ormian.
Latem 1940 roku przyłączone do ZSRR. W latach 1941–1944 ponownie należało do Rumunii. Zdobyte przez Armię Czerwoną w 1944 r. Polscy mieszkańcy Czerniowców zostali w 1945 przewiezieni do Prudnika, gdzie utworzono im getto na ul. Młyńskiej. W latach 1945–1991 część Ukraińskiej SRR w ramach ZSRR, od 1991 roku należy do Ukrainy i jest stolicą obwodu czerniowieckiego. Według spisu z 2001 roku Ukraińcy stanowili 79,9% (189 tys.), Rosjanie 11,3% (26,7 tys.), Rumuni 6,1% (14,4 tys.) oraz Polacy 0,6% (1408). W 2004 roku miasto miało 228 tys. mieszkańców.

## Zabytki
- cerkiew Narodzenia Najświętszej Bogurodzicy z 1767 r.
- Dom Niemiecki
- Dom Polski
- Dom Rumuński w stylu modernistycznym
- Dom Żydowski
- Hotel Bristol
- Hotel Palace
- kościół ormiańskokatolicki konsekrowany w 1879 r. (konsekrowany przez arcybiskupa Grzegorza Romaszkana)
- kościół rzymskokatolicki Najświętszego Serca Jezusa z lat 1891–1894 (jezuitów)
- kościół rzymskokatolicki Podwyższenia Krzyża Świętego wzniesiony w latach 1786–1814

- Kościół rzymskokatolicki św. Antoniego (tzw. "kolejowy"), wybudowany w latach 1905-1908
- pałac metropolitów Bukowiny obecnie Uniwersytet w Czerniowcach wraz z budynkiem dawnego seminarium i cerkwi seminaryjnej, obecnie gmach zespołu architektonicznego
- ratusz
- sobór Zstąpienia Ducha Świętego z lat 1844–1864
- stacja kolejowa
- synagoga Tempel wybudowana w latach 1873–1878 w stylu mauretańskim według projektu Juliana Zachariewicza; od 1959 r. mieści kino „Żowteń” (październik), w 90. latach XX w. przemianowana na „Czerniowce”
- teatr z 1905 r. (według projektu architektów Fellnera i Hellmera – na wzór teatru w Fürth)
- trzy cerkwie drewniane z XVII i XVIII w.

## Teatr i muzyka
- Czerniowiecki Ukraiński Teatr Muzyczno-Dramatyczny im. Olhy Kobylańskiej[4]
- Czerniowiecki Regionalny Teatr Lalek
- Duchowne Centrum Sztuki „Hołos”
- Filharmonia w Czerniowcach[5]

## Muzea
- Czerniowieckie Muzeum Krajoznawcze
- Czerniowieckie Muzeum Sztuki
- Czerniowieckie Regionalne Muzeum Ludoznawcze[6]
- Muzeum Awiacji i Kosmonautyki[7]
- Muzeum Historii i Kultury Żydów Bukowiny w Czerniowcach
- Muzeum Literackie Jurija Fedkowycza
- Muzeum Literackie Olhy Kobylańskiej
- Muzeum Wołodymyra Iwasiuka[8]

## Sport
Miasto jest siedzibą klubu piłkarskiego Bukowyna Czerniowce. Przed wojną w Czerniowcach istniało kilka klubów piłkarskich m.in. rumuński Dragoș Vodă Czerniowce, polski Polonia Czerniowce czy żydowski Maccabi Czerniowce.

## Osoby związane z Czerniowcami
- Rose Ausländer (1901–1988), poetka liryczna
- Paul Celan (1920–1970), poeta niemieckojęzyczny
- Kazimierz Feleszko (1938–2001), prof. dr hab., językoznawca slawista i macedonista
- Feliks Fürth[9] (1907-), burmistrz miasta
- Bohdan Stepan Kermach (ur. 1997)[10][11], burmistrz miasta
- Mila Kunis (ur. 1983), aktorka filmowa i telewizyjna
- hr. Pac, prezydent Bukowiny, honorowy obywatel Czerniowiec[12]
- Eduard Reiss (1905–1907), dr, burmistrz miasta
- Artemij Prysiażniuk, ukraiński artysta monumentalista.

## Miasta partnerskie
- Salt Lake City, Stany Zjednoczone
- Konin, Polska
- Suczawa, Rumunia
- Nacerat Illit, Izrael
- Saskatoon, Kanada
- Klagenfurt am Wörthersee, Austria
- Podolsk, Rosja
- Düsseldorf, Niemcy
- Mannheim, Niemcy